# Купјак
Купјак је насељено место у саставу општине Равна Гора у Горском котару, Приморско-горанска жупанија, Република Хрватска.

## Историја
До територијалне реорганизације у Хрватској налазио се у саставу старе општине Делнице.

## Становништво
На попису становништва 2011. године, Купјак је имао 227 становника.

## Попис1991.
На попису становништва 1991. године, насељено место Купјак је имало 312 становника, следећег националног састава:
| Попис 1991.‍  | Попис 1991.‍  | Попис 1991.‍ | Попис 1991.‍ | Попис 1991.‍ |
| ------------ | ------------ | ----------- | ----------- | ----------- |
|              |              |             |             |             |
| Хрвати       | Хрвати       |             | 291         | 93,26%      |
| Срби         | Срби         |             | 9           | 2,88%       |
| Албанци      | Албанци      |             | 5           | 1,60%       |
| Југословени  | Југословени  |             | 3           | 0,96%       |
| Муслимани    | Муслимани    |             | 1           | 0,32%       |
| Украјинци    | Украјинци    |             | 1           | 0,32%       |
| неопредељени | неопредељени |             | 2           | 0,64%       |
| укупно: 312  |              |             |             |             |